# ناحیه سووا، ناگانو

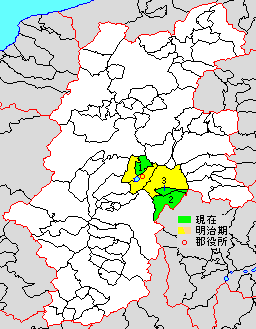
نقشه ناحیه سووا، ناگانو

ناحیه سووا، ناگانو (به ژاپنی: 諏訪郡, Suwa-gun or Suwa no Kōri)، یکی از شهرستان‌های ژاپن واقع در جنوب  استان ناگانو، ژاپن است.